# Джавахк (гавар)

Джавахк в составе провинции Гугарк Великой Армении.

Джавахк (грабар Ջաւախք) — гавар в ашхаре (провинции) Гугарк Великой Армении. Сегодня это территория Самцхе-Джавахетского края Грузии.

## Название
Впервые топоним Джавахк встречается в клинописях периода Урартитсково царства, относящихся к концу IX века до н. э.. Царь Аргишти II в составленной им знаменитой Хорхорийской надписи упоминает о провинции Забаха, покорённой им наряду с другими соседними областями.

## История
Уже с начала VIII века до н. э. Джавахк, будучи заселён в основном армянами, был присоединён к Ванскому царству и являлся его крайней северо-западной провинцией. После Ванского царства Джавахк вошёл в состав Великой Армении в составе провинции Гугарк и просуществовал так до падения династии Аршакидов в 428 году.